# Хомяков, Максим Игнатьевич
Хомяков Максим Васильевич (30 июля 1912 — 24 октября 1958) — советский военный моряк, в годы Великой Отечественной войны командир подводной лодки (ПЛ) «М-111» бригады подводных лодок Черноморского флота, Герой Советского Союза (16.05.1944), Капитан 1-го ранга (19.05.1954).

## Биография
Максим Игнатьевич Хомяков родился 30 июля 1912 года в селе Влазовичи Суражского уезда Черниговской губернии Российской империи (ныне Суражского района Брянской области). По национальности русский.
На военно-морской службе с 1931 года. В 1936 году закончил Военно-морское училище имени М. В. Фрунзе. Член ВКП(б) с 1938 года. В 1939 году окончил штурманский отдел Специальных курсов командного состава Военно-Морских Сил РККА, в 1942 году окончил Специальные курсы командного состава Учебного отряда подводного плавания Тихоокеанского флота.
Проходил военную службу на Тихоокеанском флоте: с июня по ноябрь 1936 года — командир штурманской боевой части (БЧ-1) ПЛ «М-25», с ноября 1936 года по ноябрь 1938 года командир подводной лодки «М-13» 4-й морской бригады ПЛ, с апреля по сентябрь 1939 года — командир БЧ-1 базового тральщика «Подсекатель», в составе экипажа которого с 15 июня по 24 августа 1939 года участвовал в переходе тральщиков с Балтийского на Тихоокеанский флот по маршруту «Кронштадт — Панамский канал — Владивосток».

### Служба в период Второй мировой войны
С сентября 1939 года по март 1941 года — дивизионный штурман 32-го дивизиона 3-й бригады ПЛ, с марта 1941 года по июль 1942 года — штурман 6-го дивизиона 2-й бригады ПЛ, с ноября 1942 года по февраль 1943 года — стажёр командира ПЛ типа «М», с февраля 1943 года по февраль 1944 года — командир ПЛ «М-16». В феврале 1944 года назначен командиром ПЛ «М-116», однако уже в марте вместе с экипажем лодки убыл по железной дороге на Черноморский флот чтобы заменить экипаж ПЛ «М-111» бригады подводных лодок Черноморского флота. На М-111 со своим экипажем участвовал в боях Великой Отечественной войны на Чёрном море.
Под командованием М. И. Хомякова подводная лодка «М-111» совершила пять боевых походов на коммуникации противника, осуществляла поиск и атаковала вражеские транспорты, корабли и плавсредства. В представлении наркома ВМФ отмечалось: командир ПЛ «М-111» проявлял в бою исключительную храбрость, всегда добиваясь победы. За один месяц боёв за Крым и Севастополь капитан-лейтенант Хомяков М. И. трижды возвращался после атак в базу для перезарядки и вновь шёл в бой.
Всего за период участия в войне выполнил 5 боевых походов, провёл в море 5 суток. Выполнил 3 торпедные атаки и по официальным советским данным, потопил 2 транспорта и Охотник за подводными лодками. По информации противной стороны, ни одна из этих побед не подтверждена.
Указом Президиума Верховного Совета СССР от 16 мая 1944 года за умелое командование подлодкой, образцовое выполнение боевых заданий командования и проявленные при этом геройство и мужество капитан-лейтенанту Хомякову Максиму Игнатьевичу присвоено звание Героя Советского Союза с вручением ордена Ленина и медали «Золотая Звезда» (№ 3811). В июле 1944 года была награждена орденом Красного Знамени также и сама ПЛ «М-111».

### Послевоенная служба
После Победы, в июле 1945 года М. И. Хомяков был зачислен в специальную команду для приёма трофейных кораблей и отбыл на Краснознамённый Балтийский флот. С марта по август 1946 года он командовал ПЛ «Н-25», а с августа 1946 года по ноябрь 1948 года — ПЛ «М-201» 8-го ВМФ.
С ноября 1948 года по май 1949 года Хомяков М. И. служил преподавателем школы подводного плавания Краснознамённого учебного отряда подводного плавания и противолодочной обороны имени С. М. Кирова, с мая 1949 по декабрь 1952 года — командиром ПЛ «М-254» 150-го отдельного дивизиона опытных подводных лодок Военно-Морских Сил, а затем, по июнь 1956 года — начальником штаба того же дивизиона. В 1953 году окончил Академические курсы офицерского состава Военно-морской академии имени К. Е. Ворошилова.

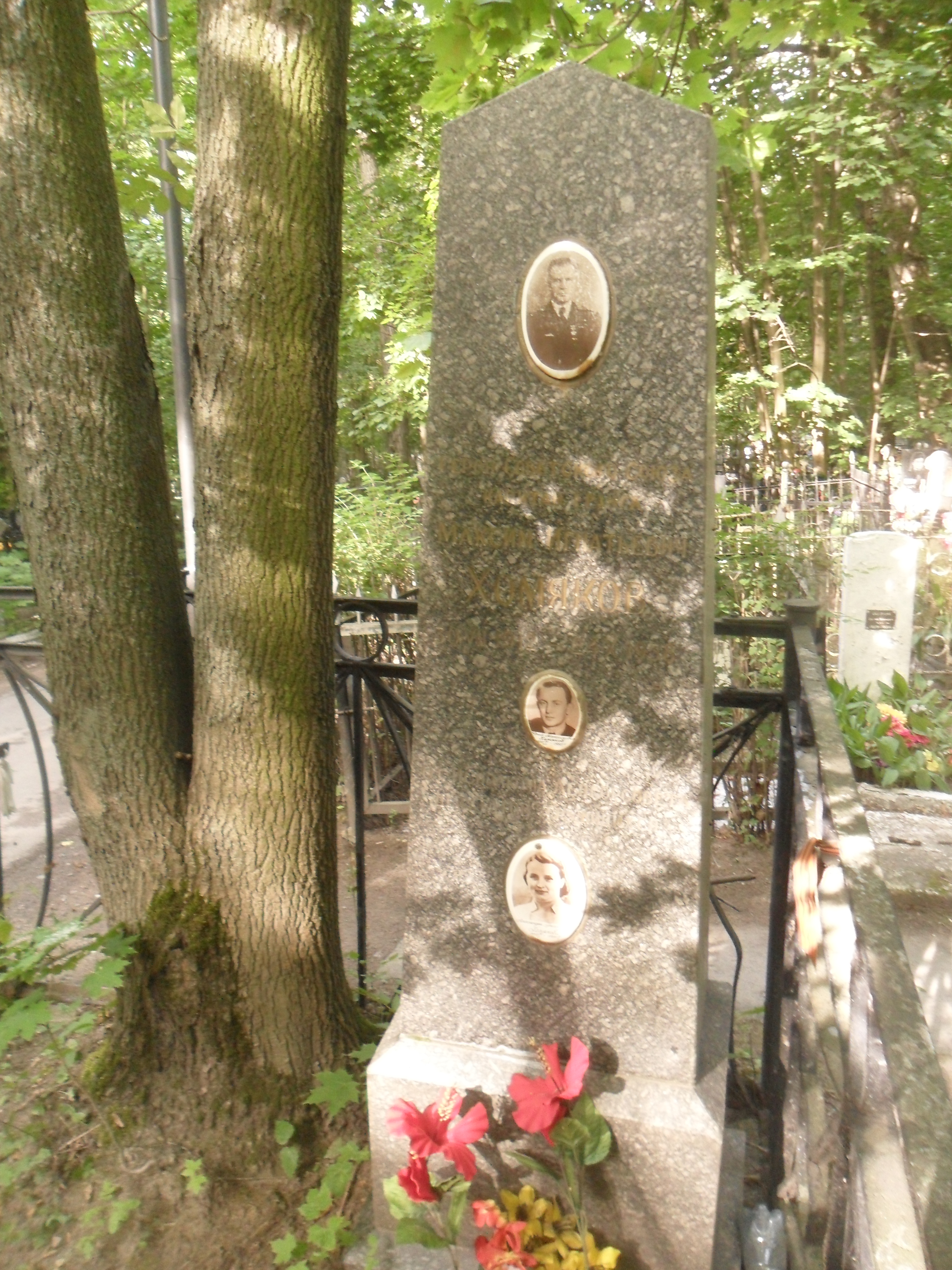
Могила Хомякова на Красненьком кладбище Санкт-Петербурга.

19 мая 1954 года капитану 2-го ранга Хомякову М. И. присвоено воинское звание «капитан 1-го ранга». С июля 1956 года капитан 1-го ранга Хомяков М. И. находится в отставке. М. И. Хомяков скончался 24 октября 1958 года в Ленинграде и был похоронен на Красненьком кладбище.

## Награды
- Медаль «Золотая Звезда» Героя Советского Союза (16 мая 1944 года),
- два ордена Ленина (16 мая 1944, 30 декабря 1956 года),
- орден Красного Знамени (27 декабря 1951 года),
- орден Красной Звезды (30 апреля 1947 года),
- медаль «За боевые заслуги» (3 ноября 1944 года),
- другие медали.

## Память
Именем Максима Игнатьевича Хомякова было названо судно Министерства рыбного хозяйства.